# 安阳殷都机场
安阳殷都机场，曾用名安阳北郊机场，是位于河南省安阳市北关区的一座机场。该机场始建于1936年，用途曾多次变更，先后作为军用机场、通用航空机场等。现为国家体育总局安阳航空运动学校及其下属安阳通用航空有限责任公司所有，用于航空体育训练及比赛。2020年，随着安阳市境内另一座机场安阳红旗渠机场的建设，安阳北郊机场更名为安阳殷都机场。

## 历史
- 1945年，抗日战争胜利后，安阳北郊机场基本荒废。
- 1949年，安阳北郊机场被中国人民解放军陆军的某部用作训练场地。
- 1955年，安阳北郊机场转为供滑翔学校使用，机场性质变更为民用通用机场。
- 1970年，安阳北郊机场由中国人民解放军海军的某航空学校接管，机场性质变更为军用机场。部队接管后，在原跑道西侧新建了一条与之平行的混凝土跑道，长1000米，宽60米，厚0.15米。两条跑道之间有一片长2000米、宽613米的平坦坚硬草地，可供小型飞机进行滑翔和跳伞训练。
- 1975年，安阳北郊机场归国家体育运动委员会恢复了安阳滑翔学校的使用，机场性质再次变更为民用通用机场。
- 1985年，在安阳北郊机场西跑道北端2千米处建立了一座导航台。
- 2019年7月20日，安阳通用航空有限责任公司（简称“安阳通航”）获颁CCAR-141部运行合格证，合格证编号为X-043-ZN，主运行基地为安阳北郊机场[1]。
- 2019年12月31日，安阳北郊机场被中国民用航空局列入需要规范机场名称的机场清单[2]。
- 2020年，安阳北郊机场更名为安阳殷都机场。